# Карпентер, Ричард
Ричард Карпентер (англ. Richard Carpenter; род. 15 октября 1946) — американский музыкант, певец и аранжировщик. Основатель и участник (вместе с младшей сестрой Карен) группы Carpenters.

## Биография
Ричард Карпентер родился в г. Нью-Хейвен (штат Коннектикут, США) в семье служащего контейнерной компании Гарольда Карпентера (1908—1988). Мать, Агнес Карпентер (1915—1996), работала в автосервисе Mettler Brothers в годы Второй мировой войны, затем служила на аэрокосмическом предприятии North American Aviation.
Ричард проявил интерес к музыке в раннем детстве: слушал музыкальные записи из коллекции отца, концерты по радио. В возрасте восьми лет короткое время учился играть на аккордеоне, затем перешёл на пианино. В течение года брал уроки игры на пианино у преподавателя Флоренс Джун, отличавшейся чрезмерной строгостью. По истечении года занятия прекратились ввиду отсутствия у Ричарда «способностей и интереса». К одиннадцати годам Ричард самостоятельно научился подбирать музыку на слух и продолжил обучаться игре на пианино у Генри «Уилла» Уилсински. К тринадцати годам Ричард принял решение стать профессиональным музыкантом и связать свою жизнь с шоу-бизнесом.
В 1963 году семья Карпентер переехала из Нью-Хейвена в г. Дауни, пригород Лос-Анджелеса, чтобы у Ричарда было больше возможностей развиваться в качестве профессионального музыканта. В 1964 году Ричард поступил в Университет штата Калифорния в Лонг-Бич на музыкальное отделение факультета искусств.

## Карьера
В 1965 году Ричард основал поп-джазовый инструментальный ансамбль The Richard Carpenter Trio, в который входили, помимо Ричарда (клавишные), Карен Карпентер (ударные) и Вес Джейкобс (бас-гитара и туба). 24 июня 1966 года трио победило на престижном конкурсе музыкантов-любителей «Битва музыкальных банд» (англ. Battle of Bands). Победа в конкурсе принесла трио контракт со звукозаписывающей компанией RCA Records, однако два записанных альбома не были выпущены студией в продажу. После ухода из группы Веса Джейкобса, который принял приглашение стать тубистом в Детройтском оркестре, трио распалось.
В 1967 году Ричард организовал фолк-рок группу под названием Spectrum, в которую помимо Карен входило четверо университетских приятелей Ричарда. В течение 1968 года группа играла в клубах Troubadour и Whisky a Go Go в Лос-Анджелесе  и вела бесплодные переговоры со студией звукозаписи White Whale Records. В 1969 году Spectrum распались. Четверо участников группы — Ричард и Карен Карпентер, Дэнни Вудхэмс и Джон Беттис — вошли в состав новой группы, получившей название Carpenters.

## Carpenters
Благодаря знакомству с Гербом Алпертом, совладельцем студии A&M Records, 22 апреля 1969 года Carpenters подписали со студией контракт. В связи с тем, что на момент подписания Карен была несовершеннолетней, за неё подпись в контракте поставили родители.
Дебютный альбом Carpenters Offering (ноябрь 1969 года) был продан тиражом всего 18 000 экземпляров. Единственным синглом, вошедшим в американские музыкальные чарты (54 место в Billboard Hot 100 в 1970 году), была кавер-версия песни «Битлз» «Ticket to Ride».
В результате выхода Offering A&M Records понесла убытки, но Герб Алперт продолжал верить в группу и дал ей время на создание более удачного альбома. Его надежды оправдались: два сингла с вышедшего в августе 1970 года альбома Close to You добрались до вершины американских чартов (сингл «Close to You» возглавил чарты Adult Contemporary и Billboard Hot 100; «We've Only Just Began» стал № 1 в Adult Contemporary и № 2 в Billboard Hot 100).

## Дискография
В составе Carpenters:
- 1969 — Ticket to Ride (первоначально выпущенный под названием Offering)
- 1970 — Close to You
- 1971 — Carpenters
- 1972 — A Song for You
- 1973 — Now and Then
- 1975 — Horizon
- 1975 — Live in Japan (концертная запись)
- 1976 — A Kind of Hush
- 1977 — Passage
- 1977 — Live at the Palladium (концертная запись)
- 1978 — Christmas Portrait
- 1981 — Made in America

После смерти Карен были выпущены альбомы:
- 1983 — Voice of the Heart
- 1985 — An Old-Fashioned Christmas
- 1989 — Lovelines
- 2001 — As Time Goes By

Сольные альбомы Ричарда Карпентера:
- 1987 — Time
- 1998 — Pianist, Arranger, Composer, Conductor

## Личная жизнь
19 мая 1984 года Ричард Карпентер женился на Мэри Элизабет Рудольф. В браке родилось пятеро детей: Кристи Линн (род. 17 августа 1987), Трейси Татум (род. 25 июля 1989), Минди Карен (род. 7 июля 1992), Колин Пол (род. 20 июля 1994), Тейлор Мэри (род. 5 декабря 2000).